# ダルマプリ県
ダルマプリ県 (தர்மபுரி ; Dharmapuri) は、インド南部のタミル・ナードゥ州に属する30の県の一つ。県庁所在地はダルマプリ。

## 概要
2001年の国勢調査に基づくと、面積4498平方キロメートル、人口128万6552人、人口密度は286人/km2。
北側はクリシュナギリ県と接し、東にティルヴァンナーマライ県とヴィリュップラム県、南にセーラム県と接している。
西側ではカルナータカ州とも接している。

## 歴史
1968年のタミル・ナードゥ州発足時以前から存在する。2004年に北部がクリシュナギリ県として分離した。

## 行政区分
ダルマプリ県は、以下の5つの郡（タミル語 வட்டம் 「円」 ; 英訳 taluk）に区分けされている。
- ダルマプリ郡（தர்மபுரி ; Dharmapuri）
- ハルール郡（ஹரூர் ; Harur）
- パーラッコードゥ郡（பாலக்கோடு ; Palacode）
- パッリッパッティ郡（பள்ளிப்பட்டி ; Pappireddipatti）？
- ペンナーガラム郡（பெண்ணாகரம் ; Pennagaram）